# Форум Адриана
Фо́рум Адриа́на (лат. Forum Hadriani) — самый северный римский город на Европейском континенте, располагался на месте нынешнего города Воорбург, одного из древнейших городов Нидерландов. Находился в римской провинции Нижняя Германия, присутствует в Tabula Peutingeriana, карте Римских дорог.
Ядро граждан города составили выходцы из племени кананефатов, живших к западу от батавов. Город располагался рядом с каналом Корбулона лат. Fossa Corbulonis, построенным в 47 году римским полководцем Гнеем Домицием Корбулоном для быстрого сообщения между Рейном и Маасом. После восстания батавов, в котором они принимали участие, кананефаты стали лояльными союзниками Рима, тогда же, вероятно, и было основано поселение (69-70 год).
В 121 году император Адриан предпринял длительную поездку по северо-западным границам империи, во время которой посетил поселение кананефатов. Он дал ему статус города и назвал своим собственным именем — Forum Hadriani. Другим названием города, использовавшимся исключительно в официальных случаях, было Municipium Aelium Cananefatium. Аббревиатура этого названия, MAC, была обнаружена на нескольких римских мильных камнях, найденных в окрестностях города.
Около 270 года после нескольких эпидемий и нападений саксов, римляне покинули Форум Адриана.